# Голий футбол
Голий футбол (нім. Nacktfussball) — напівсерйозне еротичне футбольне змагання серед жінок, яке проводиться в Берліні, Німеччина з червня 2013 року.
Голий футбол складається з матчів між двома командами по чотири жінки в кожній. Гравці починають у звичайній футбольній формі, але кожного разу, коли забивається гол, команда суперника повинна зняти частину одягу. Коли обидві команди повністю оголені, матч триває протягом семи хвилин, а потім завершується.
Перша подія Голого футболу відбулася в Берліні 7-9 червня 2013 року. Відтоді це триватиме кілька разів на рік.
Подія привернула увагу та викликала протести німецького феміністичного руху.